# Anatoli Fomenko
Anatoli Timoféyevich Fomenko (Анатолий Тимофеевич Фоменко) es un matemático ruso. Nació en Donetsk (Unión Soviética) el 13 de marzo de 1945. Es miembro numerario de la Academia de Ciencias de Rusia (ACR)
Desde 1969 trabajó en el departamento de geometría diferencial de la Facultad de Mecánica Teórica y Matemática de la 
Universidad Estatal de Moscú "Lomonósov". En 1970 obtuvo por esta universidad el grado de candidato a doctor en ciencias (equivalente al Ph.D. en el mundo anglosajón) con el tema "Modelos completamente geodésicos de ciclos" y en 1972 el de doctor en ciencias con el tema "Solución del 
problema multidimensional de Plateau en variedades rimanianas". En 1980 obtuvo el grado de profesor (catedrático) del departamento de geometría superior y topología y en 1992 de jefe del departamento de geometría diferencial y sus aplicaciones.
Anatoli Fomenko ha sido galardonado con el premio de la Sociedad de Matemática de Moscú (1974), con el premio de matemática del Presidum de la 
Academia de Ciencias de la Unión Soviética (1987),
con el Premio Estatal de la Federación Rusa (1996). En 1991 fue elegido miembro numerario de la Academia de Ciencias Naturales de Rusia (ACNR), en 1993 fue elegido miembro numerario de la Academia Internacional de Ciencias de la Escuela Superior (AIC de ES), y en 1994 fue elegido miembro numerario de la 
Academia de Ciencias de Rusia.
Las principales direcciones científicas a las que se dedica son:
- Métodos variacionales en la geometría diferencial y la topología, teoría de las superficies mínimas y el problema de Plateau, aplicaciones armónicas.
- Integración de sistemas hamiltonianos de ecuaciones diferenciales. Ecuaciones integrales en grupos y álgebras de Lie en la física matemática. Teoría de los invariantes de las ecuaciones diferenciales. Está creando una nueva teoría de clasificación topológica de sistemas dinámicos integrales.
- Geometría computacional, métodos algorítmicos en la topología. Computadoras en la geometría y topología tridimensional.
- Métodos empírico-estadísticos para la investigación de textos históricos. Problema del reconocimiento de textos históricos dependientes, nuevos métodos estadísticos de datación. Aplicaciones en la cronología de la historia de la Antigüedad y el Medievo.

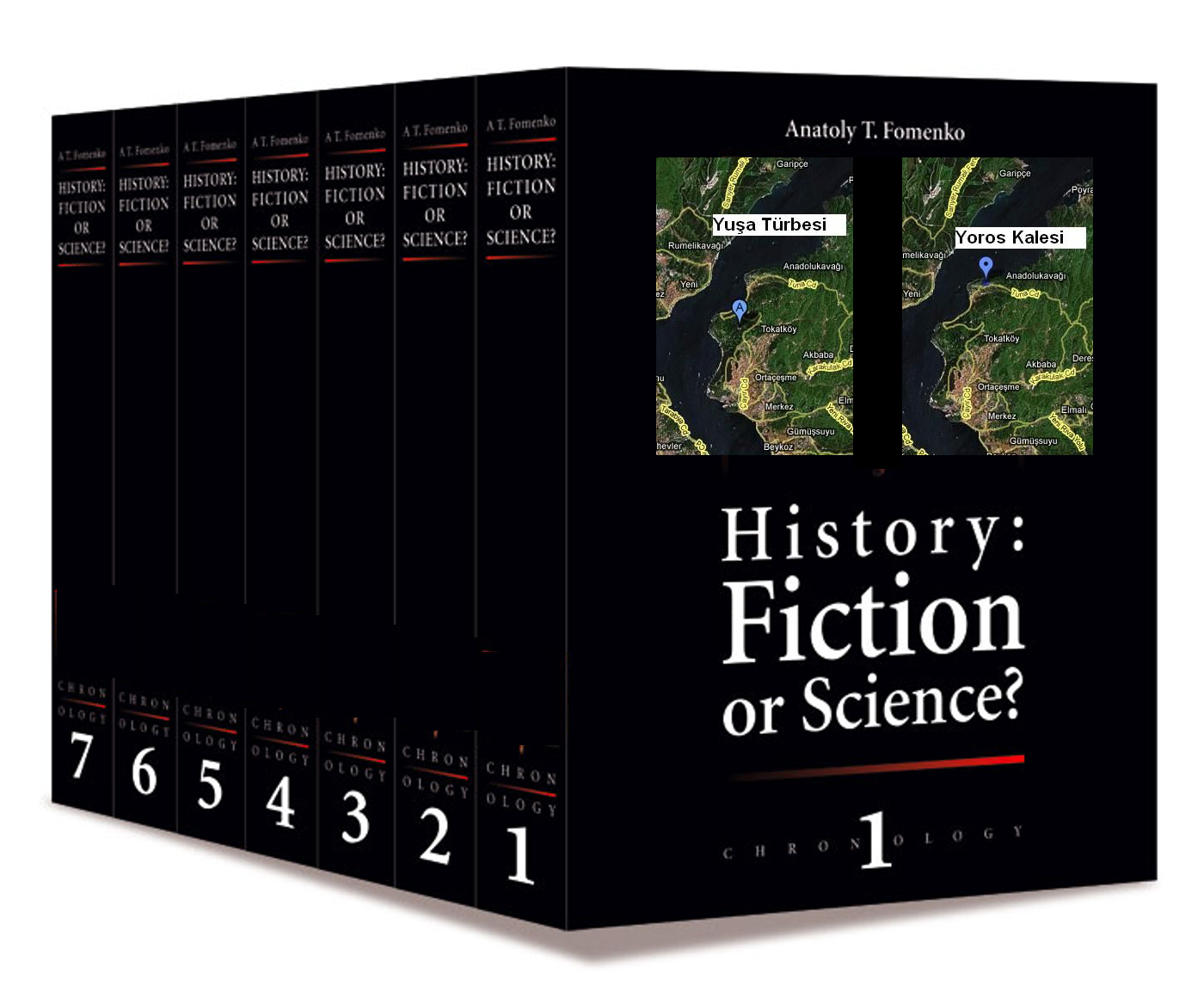
History: Fiction or Science? Chronology vols. 1–7

## Revisionismo histórico
Él y sus colegas crearon la teoría de la Nueva Cronología, un revisionismo extremo de la cronología histórica que afirma que la cronología habitual de los sucesos históricos es incorrecta en general. Según ellos la historia escrita de la humanidad comenzó hacia el 800 d. C., habiendo muy escasa información sobre los acontecimientos del período entre 800-1000 d. C., mientras que la mayoría de los acontecimientos históricos que conocemos como antiguos y altomedievales habrían ocurrido en realidad entre los años 1000-1500 d. C. De este modo, toda la Historia bíblica, egipcia, mesopotámica, grecorromana y bizantina fue simultánea con la segunda mitad de la Edad Media, eliminando la Alta Edad Media y la Edad Antigua. Los soberanos de Egipto, Asiria, Israel o Roma serían los mismos que los emperadores bizantinos, los personajes de la Biblia, también y el Nuevo Testamento es anterior al Antiguo. Del mismo modo, personajes históricos de Europa Occidental, como los reyes merovingios o anglosajones, serían considerados en esta versión copia de los soberanos de Constantinopla, cabeza del único imperio de la historia, cuya herencia pasó al Imperio Ruso.
Esta cronología está desarrollada en su obra, publicada originalmente en ruso History: Fiction or Science? Chronology. Es una corriente revisionista rechazada por los historiadores e incompatible con las técnicas de datación utilizadas de forma amplia por la comunidad académica. La nueva cronología es considerada pseudocientífica o anticientífica.

## Algunas publicaciones
Es autor de más de doscientas publicaciones científicas.

### En matemática
- Mathematical Impressions, by A. T. Fomenko and Richard Lipkin, American Mathematical Society, 1990, 184 pp. ISBN 0-8218-0162-7
- A.V.Bolsinov and A.T. Fomenko : Integrable Hamiltonian Systems: Geometry, Topology, Classification (Hardcover), ISBN 0-415298-05-9
- A.T. Fomenko Differential Geometry and Topology Plenum Publishing Corporation. 1987. USA, Consultants Bureau, New York and London.
- A.T. Fomenko Variational Principles in Topology. Multidimensional Minimal Surface Theory. Kluwer Academic Publishers, The Netherlands, 1990.
- A.T. Fomenko Topological variational problems. – Gordon and Breach, 1991.
- A.T. Fomenko Integrability and Nonintegrability in Geometry and Mechanics. Kluwer Academic Publishers, The Netherlands, 1988.
- A.T. Fomenko The Plateau Problem (vols. 1, 2). Gordon and Breach, 1990. (Studies in the Development of Modern Mathematics.)
- A.T. Fomenko Symplectic Geometry. Methods and Applications. Gordon and Breach, 1988. Second edition 1995.
- A.T. Fomenko, Dao Chong Thi Minimal surfaces and Plateau problem. USA, American Mathematical Society, 1991.
- A.T. Fomenko, V. V. Trofimov Integrable Systems on Lie Algebras and Symmetric Spaces. Gordon and Breach, 1987.
- A.T. Fomenko, A.A.Tuzhilin Geometry of Minimal Surfaces in Three-Dimensional Space. USA, American Mathematical Society. In: Translation of Mathematical Monographs. vol.93, 1991.
- A.T. Fomenko Topological Classification of Integrable Systems. Advances in Soviet Mathematics, vol. 6. USA, American Mathematical Society, 1991.
- A.T. Fomenko Tensor and Vector Analysis: Geometry, Mechanics and Physics. – Taylor and Francis, 1988.
- A.T. Fomenko, S.V.Matveev Algorithmic and Computer Methods for Three-Manifolds. Kluwer Academic Publishers, The Netherlands, 1997.
- A.T. Fomenko, T.L. Kunii Topological Modeling for Visualization. – Springer-Verlag, 1997.
- B. A. Dubrovin, S. P. Novikov, A.T. Fomenko Modern Geometry. Methods and Applications. Springer-Verlag, GTM 93, Part 1, 1984; GTM 104, Part 2, 1985. Part 3, 1990, GTM 124.
- A.T. Fomenko, S. P. Novikov The basic elements of differential geometry and topology. Kluwer Acad. Publishers, The Netherlands, 1990.
- A.T. Fomenko, A. V. Bolsinov Integrable Hamiltonian Systems: Geometry, Topology, Classification. Taylor and Francis, 2003.

### En historia
- A.T. Fomenko et al.: History: Fiction or Science? Chronology 1, Introducing the problem. A criticism of the Scaligerian chronology. Dating methods as offered by mathematical statistics. Eclipses and zodiacs. ISBN 2-913621-07-4
- A.T. Fomenko et al.: History: Fiction or Science? Chronology 2, The dynastic parallelism method. Rome. Troy. Greece. The Bible. Chronological shifts. ISBN 2-913621-06-6
- A.T. Fomenko et al.: History: Fiction or Science? Chronology 3, Astronomical methods as applied to chronology. Ptolemy’s Almagest. Tycho Brahe. Copernicus. The Egyptian zodiacs. ISBN 2-913621-08-2
- Nosovsky G.V., Fomenko А.Т. «Russia. Britain. Byzantium. Rome. History: Fiction or Science? Chronology vol. IV»,— Paris, London, New York: Mithec, Delamere Resources LLC, 2008, 727 pp.
- A.T. Fomenko Empirico-Statistical Analysis of Narrative Material and its Applications to Historical Dating. Vol.1: The Development of the Statistical Tools. Vol.2: The Analysis of Ancient and Medieval Records. – Kluwer Academic Publishers. The Netherlands, 1994
- A.T. Fomenko, V. V Kalashnikov., G. V. Nosovsky Geometrical and Statistical Methods of Analysis of Star Configurations. Dating Ptolemy's Almagest. – CRC-Press, USA, 1993.
- A.T. Fomenko New Methods of Statistical Analysis of Historical Texts. Applications to Chronology. Antiquity in the Middle Ages. Greek and Bible History. Vols.1, 2, 3. – Edwin Mellen Press. USA. Lewiston. Queenston. Lampeter, 1999
- Fomenko A.T. «Antiquity in the Middle Ages. Greek and Bible History»,— USA, Lewiston, Queenston, Lampeter: The Edwin Mellen Press, (Scholary Monographs in the Russian Language), 1999
- Fomenko A.T. «Some new empirico–statistical methods of dating and the analysis of present global chronology»,— London: The British Library, Department of printed books. Cup. 918/87, 1981